# Дальний хребет
Дальний хребет — среднегорный массив (максимальная высота — второстепенная вершина 1567 м в горном массиве Глухоманки — 1593 м) в системе гор Сихотэ-Алиня. Протянулся с запада на восток на 65 км в центральной части япономорского побережья Приморья перпендикулярно как основному хребту Сихотэ-Алинь, так и Японскому морю. Имеет крутые склоны и значительные превышения. Разделяет бассейны рек Джигитовка (на юге) и Серебрянка (на севере). Северный макросклон несколько короче и круче южного.

## Вершины и перевалы
Список высочайших вершин хр. Дальний:
- Высота 1567 м
- Острая (1527,4 м) - расположена на западе хребта
- Острая (1405,4 м) - расположена в центре хребта
- Филиппова (1380,5 м)
- Самолётная (1334,7 м)
- Верблюд (1329,1 м) - расположена на водоразделе рек Курума и Колонковая
- Верблюд (1140,4 м) - расположена на водоразделе рек Голубичная и Колонковая

Автодорожные перевалы расположены на автодороге 05K-442 Рудная Пристань - Терней.
- Голубичный, расположен на отроге хребта, между бассейнами рек Курума и Голубичная (ок. 260 м над ур. моря)
- Малиновый, расположен на главном водоразделе, неподалёку от морского побережья (ок. 280 м над ур. моря)

## Флора и фауна
Преобладают хвойные породы деревьев с небольшой примесью широколиственной древесной и кустарниковой растительности. Из млекопитающих отмечены амурский тигр, уссурийский медведь, амурский горал и др. типичные дальневосточные виды. Всю территорию данного хребта включает в свой состав Сихотэ-Алинский заповедник.

## Гидрография
В р-не хребта преобладает умеренный муссонный климат, поэтому он хорошо обводнён. Стекающие с его склонов речки и ручьи принадлежат бассейнам рек Джигитовка на юге и Серебрянка на севере. Сам хребет таким образом занимает их междуречье.

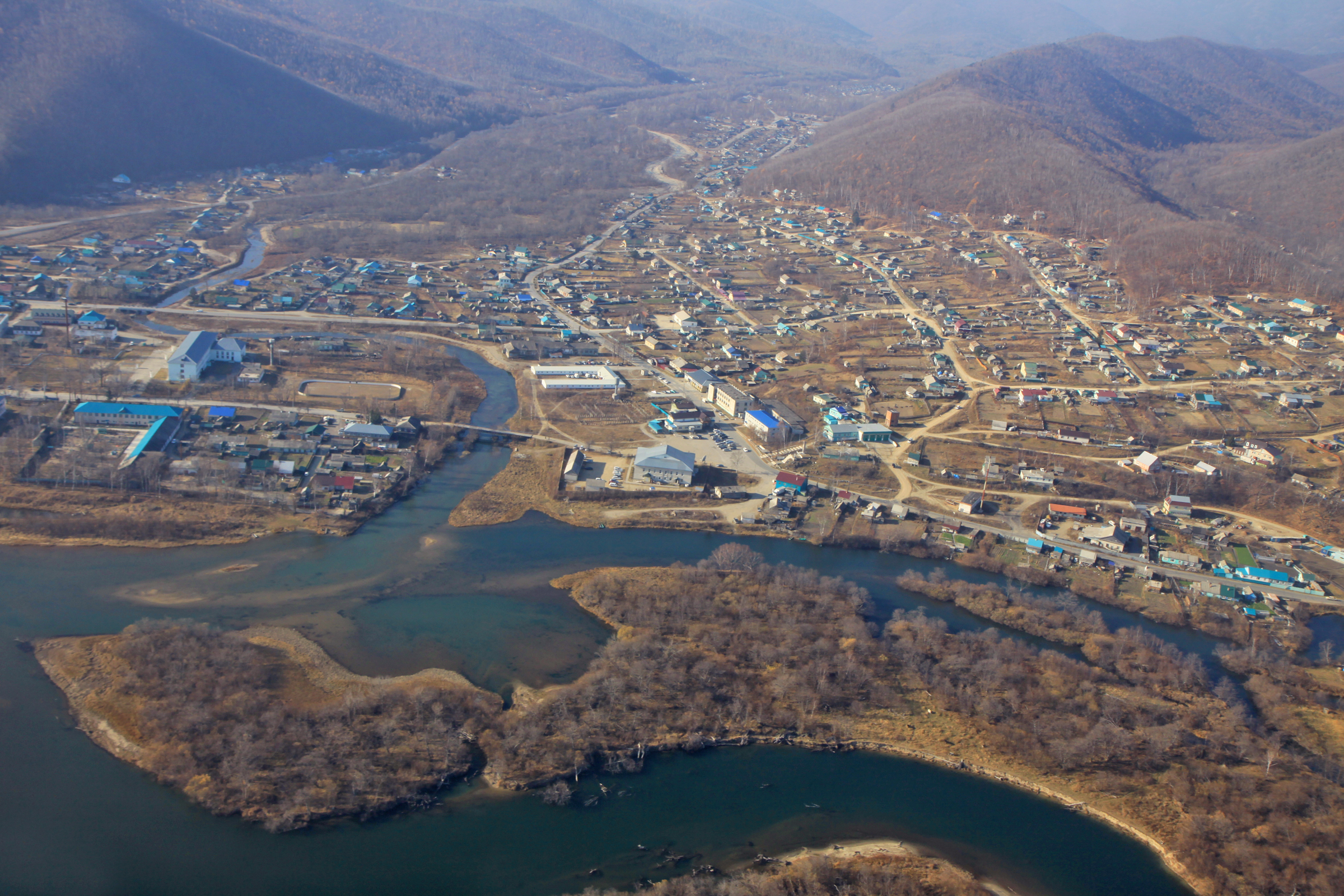
Хребет у посёлка Терней
Вид на хребет с берега реки Серебрянка
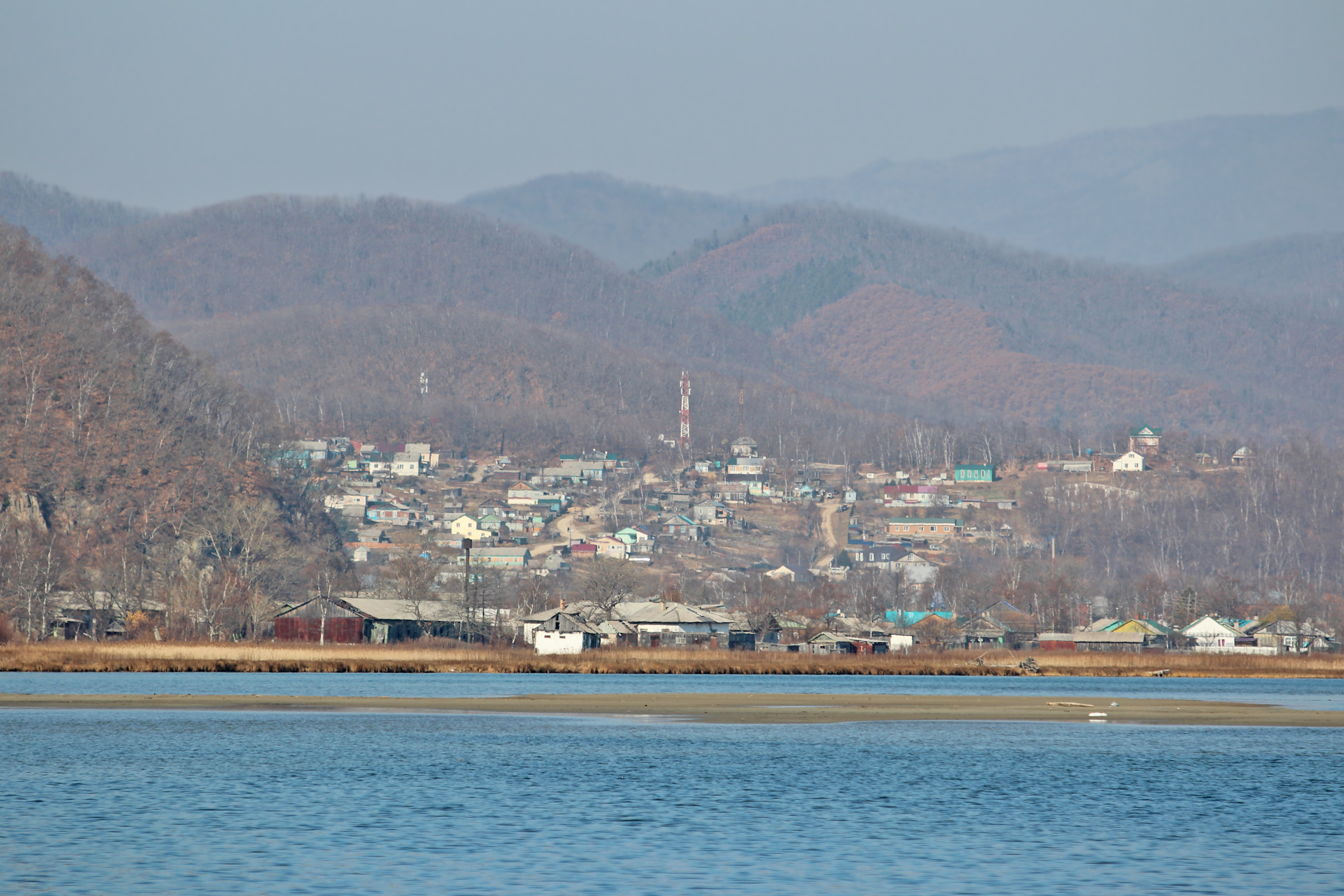
Вид на хребет у посёлка Терней осенью